# Coupe d'Europe des clubs champions de basket-ball 1982-1983
Navigation
Édition précédente Édition suivante
La Coupe d'Europe des clubs champions de basket-ball 1982-1983 est la 26e édition de la Coupe d'Europe des clubs champions de basket-ball masculine, compétition qui rassemble les meilleurs clubs de basket-ball du continent européen,.

## Format de compétition
- 24 équipes (uniquement les champions des ligues nationales européennes), évoluant selon un système de tournoi, disputent des tours préliminaires à domicile et à l'extérieur. Le score cumulé des deux matchs détermine le vainqueur.
- Les six équipes restantes après les phases éliminatoires accèdent à une phase de groupe. Le classement final est basé sur les victoires et les défaites. En cas d'égalité entre deux équipes ou plus après la phase de groupes, les critères suivants sont utilisés pour déterminer le classement final : 1) nombre de victoires en confrontation directe entre les équipes ; 2) différence de points entre les équipes ; 3) différence de points au sein du groupe.
- Les deux premiers de cette phase de groupe s'affrontent en finale, en une manche, sur terrain neutre.

## 1ertour
Le premier tour se déroule les 7 et 14 octobre 1982.
| Équipe 1                    | Score   | Équipe 2           | Aller  | Retour |
| --------------------------- | ------- | ------------------ | ------ | ------ |
| Murray Edimbourg            | 145-155 | Fribourg Olympic   | 74–78  | 71–77  |
| T71 Dudelange               | 97-203  | Ford Cantù         | 51–99  | 46–104 |
| Partizan Tirana             | 154-171 | Budapest Honvéd    | 90–81  | 64–90  |
| Union Récréation Alexandria | 110-154 | Cibona Zagreb      | 58–65  | 52–89  |
| Ammerud                     | 123-222 | Donar              | 56–106 | 67–116 |
| UBSC Vienne                 | 140-179 | Maccabi Tel Aviv   | 63–85  | 77–94  |
| Sutton & Crystal Palace     | 173-171 | BSC Saturn Cologne | 75–74  | 98–97  |
| Alvik                       | 188-191 | Real Madrid        | 93–99  | 95–92  |
| Turun NMKY                  | 167-149 | USK Prague         | 90–63  | 77–86  |
| BMS                         | 140-238 | CSKA Moscou        | 67–114 | 73–124 |
| Panathinaïkós               | 125-167 | Le Mans            | 58–55  | 67–112 |
| Eczacıbaşı                  | 154-190 | Billy Milan        | 82–86  | 72–104 |

## 2etour
Le deuxième tour se déroule les 4 et 11 novembre 1982.
| Équipe 1                | Score   | Équipe 2         | Aller  | Retour |
| ----------------------- | ------- | ---------------- | ------ | ------ |
| Fribourg Olympic        | 154-220 | Ford Cantù       | 75–112 | 79–108 |
| Budapest Honvéd         | 187-209 | Cibona Zagreb    | 89–87  | 98–122 |
| Donar                   | 144-157 | Maccabi Tel Aviv | 76–69  | 68–88  |
| Sutton & Crystal Palace | 170-192 | Real Madrid      | 89–81  | 81–111 |
| Turun NMKY              | 163-220 | CSKA Moscou      | 71-89  | 92–131 |
| Le Mans                 | 143-171 | Billy Milan      | 64–85  | 79–86  |

## Phase de groupe
Ce tour se dispute du 9 décembre 1982 au 10 mars 1983.
| Rang | Équipe           | Pts | J  | G | P  | Pp  | Pc  | Diff |  | Résultats (dom.\ext.) | C     | M     |        |        |       |        |
| ---- | ---------------- | --- | -- | - | -- | --- | --- | ---- |  | --------------------- | ----- | ----- | ------ | ------ | ----- | ------ |
| 1    | Ford Cantù       | 24  | 10 | 7 | 3  | 856 | 762 | 94   |  | Ford Cantù            |       | 69-63 | 84-78  | 106-73 | 95-89 | 106-74 |
| 2    | Billy Milan      | 24  | 10 | 7 | 3  | 796 | 766 | 30   |  | Billy Milan           | 71-66 |       | 83-79  | 94-86  | 69-68 | 88-76  |
| 3    | Real Madrid      | 22  | 10 | 6 | 4  | 901 | 853 | 48   |  | Real Madrid           | 77-79 | 82-78 |        | 95-91  | 95-92 | 99-68  |
| 4    | CSKA Moscou      | 20  | 10 | 5 | 5  | 849 | 856 | -7   |  | CSKA Moscou           | 78-77 | 79-78 | 90-93  |        | 78-69 | 95-78  |
| 5    | Maccabi Tel Aviv | 20  | 10 | 5 | 5  | 866 | 839 | 27   |  | Maccabi Tel Aviv      | 94-84 | 69-77 | 99-93  | 83-80  |       | 108-81 |
| 6    | Cibona Zagreb    | 10  | 10 | 0 | 10 | 792 | 984 | -192 |  | Cibona Zagreb         | 65-90 | 92-95 | 89-110 | 82-99  | 87-94 |        |

## Finale
| 24 mars 1983 20h30 GMT |                                   | Ford Cantù | 69–68             | Billy Milan |  | Palais des Sports Pierre-Mendès-France, Grenoble Affluence : 12 000 Arbitres : Yvan Mainini, Lubomir Kotleba |
| 24 mars 1983 20h30 GMT | Score par mi-temps : 29-22, 40-46 |            |                   |             |  | Palais des Sports Pierre-Mendès-France, Grenoble Affluence : 12 000 Arbitres : Yvan Mainini, Lubomir Kotleba |
| 24 mars 1983 20h30 GMT | Antonello Riva, 20                | Points     | John Gianelli, 18 |             |  | Palais des Sports Pierre-Mendès-France, Grenoble Affluence : 12 000 Arbitres : Yvan Mainini, Lubomir Kotleba |

## Équipe victorieuse
Joueurs : 
- No 4 Denis Innocentin ( Italie)
- No 5 Fausto Bargna ( Italie)
- No 6 Giorgio Cattini ( Italie)
- No 7 Corrado Fumagalli ( Italie)
- No 8 Beppe Bosa ( Italie)
- No 9 Renzo Bariviera ( Italie)
- No 10 Jim Brewer ( États-Unis)
- No 12 Antonello Riva ( Italie)
- No 14 Pierluigi Marzorati ( Italie)
- No 15 Wallace Bryant ( États-Unis)
- Antonio Sala ( Italie)

Entraîneur :  Giancarlo Primo ( Italie)